# Zrychlený tep dějin
Zrychlený tep dějin s podtitulem Reálné drama o deseti jednáních je kniha publicisty Vladimíra Hanzela, která je upraveným přepisem části magnetofonových záznamů klíčových jednání delegací Občanského fóra a  Verejnosti proti násiliu s představiteli komunistické moci v listopadu a v prosinci 1989. První vydání vyšlo v roce 1991, druhé (opravené a doplněné) o 15 let později, v roce 2006.

## Obsah
Kniha má 10 kapitol, jejichž záhlaví obsahují další důležité údaje (místa a čas konání, kdo s kým jednal):
- Jednání první – neděle 26. listopadu 1989 od 11:00 hodin, Modrý salónek Obecního domu v Praze: My se ještě neznáme (setkání delegace vlády ČSSR a Národní fronty ČSSR s delegací Občanského fóra)

- Jednání druhé – úterý 28. listopadu 1989 od 11:00 do 13:00 hodin, Úřad předsednictva vlády ČSSR: Ať nám pan Kocáb zatím zazpívá! (setkání delegace ÚV NF ČSSR a vlády ČSSR s delegací Občanského fóra a Verejnosti proti násiliu)

- Jednání třetí – pátek 1. prosince 1989 od 14:00 do 19:15 hodin, Úřad vlády ČSR: Jakmile to slovo padne (setkání delegace vlády ČSR s delegací Koordinačního centra Občanského fóra)

- Jednání čtvrté – úterý 5. prosince 1989 od 15:05 do 16:15 hodin, Úřad předsednictva vlády ČSSR: Vláda není spolek dobrovolníků! (setkání předsedy vlády ČSSR s delegací Koordinačního centra Občanského fóra)

- Jednání páté – středa 6. prosince 1989 od 9:00 do 10:15 hodin, Modrý salónek Obecního domu v Praze: Velmi si vážím myšlenky vánoc (setkání delegace ÚV KSČ s delegací Koordinačního centra Občanského fóra a Koordinačného výboru Verejnosti proti násiliu)

- Jednání šesté – středa 6. prosince 1989, Úřad předsednictva vlády ČSSR: Čas kvapí, všichni děláme! (setkání předsedy vlády ČSSR s delegací Koordinačního centra Občanského fóra a Koordinačného výboru Verejnosti proti násiliu)

- Jednání sedmé – čtvrtek 7. prosince 1989, Salónek Cukrárna, Obecní dům v Praze: Armáda se nachází ve stavu stálé bojové pohotovosti (setkání delegace Federálního ministerstva národní obrany s delegací Koordinačního centra Občanského fóra)

- Jednání osmé, část I – pátek 8. prosince 1989 od 15:00 do 17:05 hodin, Salónek S1, Palác kultury, Praha: Já jsem ještě takové věci nezažil (setkání rozhodujících politických sil)

- Jednání osmé, část II – pátek 8. prosince 1989 od 20:00 hodin, Salónek S1, Palác kultury, Praha : Co si počnem, když se nám to nepodaří? (setkání rozhodujících politických sil)

- Jednání deváté – sobota 9. prosince 1989 od 17:00 do 21:15 hodin, Úřad předsednictva vlády ČSSR: Mám pocit, že jsem sedl na tobogan (setkání designovaného předsedy vlády ČSSR s delegací Koordinačního centra Občanského fóra a Koordinačného výboru Verejnosti proti násiliu)

- Závěr – sobota 9. prosince 1989 od 21:30 hodin, Úřad předsednictva vlády ČSSR: To bola najkrajšia bodka (seznámení představitelů rozhodujících politických sil se složením vlády národního porozumění)

## O knize
- Z nominací na Nejzajímavější knihu 1991 – Pavel Tigrid, publicista: „Nejzajímavější knihou roku bylo Peroutkovo Budování státu a Hanzelův Zrychlený tep dějin." (LN 5, 11. 1. 1992, Nedělní LN, s. 7).
- „Václav Havel se stal zcela zákonitě a po zásluze ikonou nově vznikající či obnovované demokracie u nás i v celém východním bloku. V knize – autentickém dokumentu doby – můžeme sledovat krok po kroku deset klíčových uzavřených jednání opozice s představiteli komunistické moci na sklonku roku 1989 a zároveň být svědky Havlových někdy až překvapivých postupů, jeho mnohdy odzbrojujícího šarmu a neodolatelného smyslu pro humor, tedy prvků, jimiž později výrazně ovlivnil do té doby strnulé prostředí jednání hlav států na celém demokratickém světě. Publikaci mohou číst se zájmem jak historici, tak čtenáři, kteří chtějí nahlédnout klíčovou dírkou do míst, kde se tvořila historie, či »jen« vstřebat atmosféru přelomových okamžiků našich novodobých dějin.“ (Popis knihy, nakladatelství Galén)[3]

## KnihaZrychlený tep dějinjako pramen
K 20. výročí sametové revoluce nastudovalo brněnské divadlo Feste inscenaci Osmdesátdevět – Trenažér jedné revoluce. Dominantní část této hry tvoří texty z knihy Zrychlený tep dějin.
Historik Jiří Suk, který se zabývá tímto obdobím československých novodobých dějin v Ústavu pro soudobé dějiny AV ČR, napsal do 2. vydání obsáhlou předmluvu „Rok ´89 jako konec dějin, brána do kyberprostoru a jedno nevypořádané dědictví“. Jiří Suk také obdržel cenu Magnesia Litera 2004 za knihu Labyrintem revoluce. Jedním z hlavních pramenů knihy je Zrychlený tep dějin. Podle Sukovy knihy natočila ČT stejnojmenný cyklus.
Z knihy často citují noviny, zejména v období výročí 17. listopadu. Kupříkladu Právo, Mladá fronta dnes, Lidové noviny.
Z knihy je hojně citováno v zahraničních vědeckých pracích a přednáškách, např.:
- Jacques Rupnik, Institut d'études politiques de Paris, Francie[12]
- John K. Glenn III, Center for European Studies, New York University, USA[13]
- Allison K. Stanger, Center for International Studies, University of Pittsburgh, USA[14]